# スーザン・メイヤー
スーザン・メイヤー（Susan Mayer）は、アメリカ合衆国のABC『デスパレートな妻たち』に登場する架空の人物。このドラマの主人公の1人である。シングルマザー。演じたのはテリー・ハッチャー。

## 人物・経歴

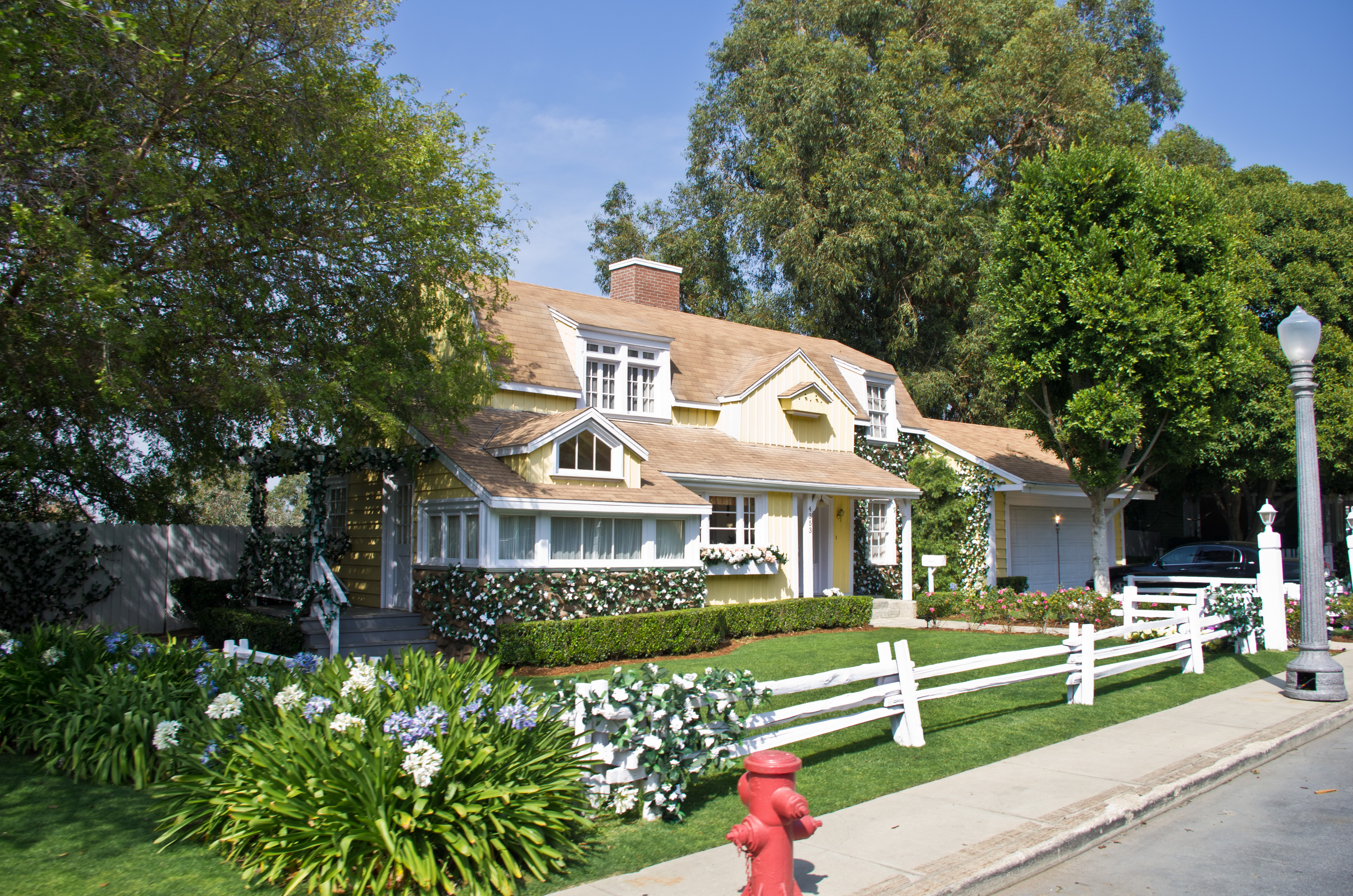
自宅

父親はハノイで戦死したと聞かされ、4人の男性と結婚・離婚を繰り返す母を見て育つ。高校生の頃はチアリーダーをしており、卒業式では卒業生総代を務めるほど優秀だった。その後、弁護士のカール・メイヤーと結婚し、一女・ジュリーをもうけるが、彼が秘書と浮気していることが発覚。1年後、正式に離婚し、一人娘ジュリーの親権も得る。離婚した時には、泣き暮らし、ジュリーに慰められ立ち直った。以来時々スーザンが面倒を起こし、ジュリーが解決に導くという逆転した親子関係が続く。
現在はジュリーと二人暮しで、童話作家として自宅で絵本を描いて生活をしている。童話作家としての収入と前夫カールからの離婚慰謝料で生計を立てている。ジュリーとは大変仲が良く、何でも気兼ねなく話せる。マイクの引越し以来、ジュリーには「（女として）現役復帰したら？」とか「（マイクと）まだ寝てないの?」など、恋人関係にも率直に忠告・助言をもらうこともある。
全裸で家を閉め出されたり、マイクがライバル・イーディと寝ていると勘違いし、その嫉妬心からイーディの自宅を失火で全焼させてしまうなど、かなりのおっちょこちょいである。また、根っからのお節介焼きで好奇心旺盛な性格が災いを招く。料理の腕は壊滅的に下手であり、唯一のレパートリーのマカロニチーズさえも満足に作れない。大親友だったメアリー・アリスの葬儀に持っていったのもそれである。しかし、第7シーズン終盤ではクッキーを無難に作っている描写がある。

## シーズン1
メアリー・アリスの葬儀から数日後、何が彼女を自殺に追い込んだのか調べよう、とガブリエルに提案される。彼女が何者かに脅迫されていたことを知ったスーザンは、彼女の夫・ポールに疑いの目を向ける。
向かいに引越してきた配管工のマイク・デルフィーノのことを好きになる。幾度となく同じ男を好きになったイーディもやはりマイクのことを好きだと知り焦るスーザン。ある夜、イーディがマイクと寝ていると勘違いしたスーザンはうっかりイーディの家を燃やしてしまう。その後マーサ・フーバーに、自分が火事に関わった証拠を掴まれ、脅迫されるスーザン。
その後、精神病院でザックを見つけたスーザンは、ジュリーを潜り込ませ、「デーナ」という子どもの存在を知る。娘・ジュリーの協力もあり、スーザンはやがてマイクと付き合うようになる。しかし、マーサ・フーバー殺害事件の遺留品がマイクの家から発見され、マイクが殺人犯・麻薬ディーラーという過去を持つと知った時には軽蔑し、別れることを決意する。その後スーザンは自らポールやマイクの過去を私立探偵に調べさせる。マイクに対する誤解や思い込みを解き、又、理解しようと務める

## シーズン2
マイクと再び付き合うようになり、一緒に暮らすまでになったスーザン。マイクのためを思い、自らザックの行方を探す手伝いを申し出、探し回る。その後、公園でザックを発見したスーザンは、家へ戻るよう説得するが、未だにジュリーへの執着心をのぞかせたザックをジュリーに近付けたくないスーザンは、父親のポールを先に探すようにザックを言いくるめてしまう。だが、そのことがマイクにばれてしまい、同居を解消せざるを得なくなり、マイクはスーザンの元を去ってしまう。
母・ソフィーが恋人のモーティと結婚することになる。その結婚式の席上で、実父について聞かされる。ハノイで戦死したと聞かされていた父は、近所で飼料店を営んでいるというのだ。死んだと思っていた父がずっと近所にいたことにショックを受けるが、どうしても実父に会いたいスーザンは、思い切って父・アディソンの店を訪れる。客として近づき、徐々に仲を深めてから娘だと名乗ろうと計画していたが、彼の妻に頼まれて色仕掛けをしに来たと勘違いされ、計画は大失敗、結局娘だと名乗ってしまう。
マイクとの破局から立ち直れないスーザンは勢いで、前夫カールと寝てしまい、ジュリーに軽蔑される。イーディの怒りを買いたくないスーザンは、二度と関係を持たないと誓う。
しかし、その後知り合った医師ロンと付き合うようになるが、彼から「遊走脾」という病気だと診断されたスーザンは手術を受けねばならなくなる。カールとの離婚以来、保険に入っておらず、手術費用に困ったスーザンはどうにかならないものかと試行錯誤した結果、カールの申し出もあり、周囲に内緒で保険のために偽装結婚をする。
手術当日、マイクの見舞いを受けたスーザンは何ともないふりをして別れるが、手術直前、麻酔で朦朧とした意識の中、ロンに「愛してる、マイク」と言ってしまう。その後、偽装結婚のことが露見するが、保険のためだと理解してもらい、マイクのことも何とか誤魔化すがカールのせいでマイクにまだ気持ちがあることがロンにばれてしまい、破局を迎える。
その後、カールに復縁を迫られるも、固辞するスーザン。しかしイーディとは別れたから、と言われ再び関係を持ってしまう。そのことがイーディにばれ、怒り狂ったイーディはスーザンの家に放火、家は全焼してしまう。
カールとの関係を経て、マイクとまだ相思相愛だと互いに気付いたスーザンは、シチュエーションを整え、マイクのプロポーズを待ち続けた。同じころ、マイクがひき逃げに遭っているとも知らずに…。

## シーズン3
回復は絶望的だと知りながら、希望を捨てずに昏睡状態に陥ったマイクを看病し続ける。しかし半年が経ってもマイクは目覚めなかった。
そんな矢先、同じく妻が何年も昏睡状態であるイアンに出会う。お互いの寂しさに共感し、励ましあううちに二人は惹かれ合い、後ろめたさを感じつつも付き合い始める。
しかし二人がイアンの別荘に旅行に行っている最中に、マイクが目覚める。連絡を受けたスーザンはイアンに別れを告げ、病院に駆けつけるが、マイクはウィテリア通りに越してきてからの記憶を失くしていた。しかも、イーディからスーザンに関する嘘の情報を吹き込まれていたマイクに冷たく追い返されてしまう。
その後も何とかマイクに真実を伝えようとするも、偽りの情報で取り入ったイーディにマイクを奪われてしまい、再会したイアンと再び付き合うようになる。
その後無実の殺人容疑で逮捕されてイーディに捨てられたマイクの無実を証明しようと、ブリーと対立、イアンも怒らせてしまう。イアンがマイクに有能な弁護士を付けることと引き換えにもうマイクに会わないと約束する。
出所後、心理セラピーを受け記憶を取り戻しスーザンを取り戻そうとするマイクと、とうとう妻が亡くなったイアンの間で揺れ不安定になるが、イアンからのプロポーズを受け、結婚を決意する。しかし、マイクへの未練を捨て切れていないことに気付いたイアンが自ら身を引く。
晴れてマイクと縁りを戻そうと家を訪ねるとマイクは引っ越してしまっていた。マイクの滞在している山へ単身追いかけていくスーザンだが、案内人とはぐれ遭難してしまう。助けに来たマイクと抱き合い二人は復縁する。
プロポーズ（マイクが準備しておりスーザンも期待していたが、気持ちが逸り自らプロポーズしてしまう）後、結婚式の準備に追われる二人だが、ブリーやガブリエルの式に負けないようにと式の内容を豪華にしようとするスーザンは、マイクがその工面をするために深夜も無理をして働いていることを知る。
ある夜電話で配管修理の依頼を受けたマイクが出勤していると、森の中で一人の男に車を停められタキシードを渡される。男に案内された先には花嫁姿のスーザンと客のフリをしてマイクを呼び出したジュリー、そしてささやかで幻想的な結婚式が準備されていた。自分のために無理をするマイクを思い、本当に大事なのは式の内容でなくマイクだと考えたスーザンが用意したものだった。
三年の紆余曲折を経て、遂に二人は結婚する。

## シーズン4
マイクと結婚し、幸せな毎日を送るスーザンだったが、子どもはいらないと言ったマイクが気がかりだった。マイクは子どもはいらないと言ったスーザンに合わせただけで、本当は子どもが欲しいのではないかと迫るものの、マイクは今のままで十分幸せだと言う。さらに婦人科へ定期健診に行ったスーザンは生理が不定期になっていることから更年期障害ではないかと診断され、自分にはもう子どもを産むことが不可能なのではないかと一時絶望するが、後日の検査結果で、生理が不定期なのは妊娠しているからだとわかり、マイクとスーザンは大喜びする。
ある日、マイクはカレン・マクラスキーの家に温水器を設置する際に肩を痛め、以前交通事故にあった際に処方された痛み止めの飲み残しを服用し、対処した。しかし服用は1度にとどまらず、徐々に服用する量が増えていった。
そんな中、スーザンとマイクはブリーから妊婦同士の夕食会へ招待され、その席でブリーはマイクが薬を飲んでいる現場を見つけ、それが常習性のあるものだとわかり、スーザンに忠告する。
スーザンはマイクに問い詰めるが、ただの飲み残しで服用は一度だけだと聞かされ、ほっと胸を撫で下ろす。しかしブリーは「自分がアルコール使用障害だったときにはよく嘘をついた。」と言い、信じるなら確証を探してからにしたほうがよいと言われ、スーザンは家の中を捜しまわり、とうとう大量の薬の入った袋を見つけてしまい、マイクが常習していると確信する。
スーザンはショックを受け、マイクを責め立てるが、マイクは子どもにいい人生を送らせるためには身体に鞭を撃って働いてお金を稼ぐしかないと、心境を吐露した。スーザンはその思いに心を撃たれるが、いま子どもに必要なのは健全な父親であり、薬をやめるように言う。マイクはスーザンの目の前で薬の入った袋を破り、排水溝に流してしまい、薬を辞めることを誓った。
その後、薬とは縁を切ったかに見えたマイクだったが、キャサリンの家に修理へ向かった際、夫のアダムが家を訪れてきた過去の浮気相手シルビアを追い払う現場を偶然目撃してしまい、半ば脅迫のような形でアダムに薬を処方してほしいと頼む。婦人科医であるアダムは男性に処方箋を書けないため、今度はアダムがオーソンにブリーの偽装妊娠絡みの件で脅迫し、処方箋を書かせ、マイクに再び薬が渡ってしまう。
一方、スーザンはマイクが薬とは縁が切れたと安心していたが、夫の挙動が不審であることに気付き車のダッシュボードを漁ると、またも薬を発見する。スーザンは処方した医師がオーソンだとわかると、二度と薬を渡さないように言い、ダッシュボードの薬も没収した。薬が無くなっていたことに気付いたマイクはスーザンに薬を返すよう迫るが、その際にあやまってスーザンを階段から突き落としてしまう。マイクは急いで病院へスーザンを連れていくが、竜巻の影響で病院は急患であふれかえっていたため、スーザンは後回しにされてしまう。妊婦であるにもかかわらず優先的に見てもらえないことにマイクは焦りといらだちが募り、さらには禁断症状も相まって看護師を殴りつけ、手錠で繋がれてしまった。その後スーザンは足首のねん挫だけで済んだとわかり、痛み止めが処方されたのだが、マイクはその薬を見るなり「もう我慢の限界だ。その薬が欲しい。今はそれで切り抜けさせてくれ。」と言い、まだ薬を求めようとするマイクのその様子を見てスーザンは愕然とする。落ちぶれ果てた夫にスーザンは「明日はない。リハビリを受けないと離婚する。子どもは一人で育てる。」と涙ながらに訴える。スーザンの固い決意にマイクはとうとう折れ、リハビリ施設に入り薬物依存を克服すると決意した。
その後、マイクはリハビリ施設で依存症を克服し、スーザンも無事に出産を迎え、メイナード・デルフィーノ(通称:M.J.)が誕生し、再び幸せな日々を送る。

## シーズン5
スーザンがM.J.を出産している分娩室の隣では、ライラ・ダッシュが女の子を出産していた。全く面識のない二人であったが、二人はその後の数年間、数々のニアミスを繰り返す。地元のコーヒーショップや動物病院の待合室、地元の野球の応援席…幾度となくすれ違いを繰り返したが、ある日、二人は衝撃的な出会いをすることとなる。スーザンは結婚記念日を夫と祝うため車に乗り込み、マイクを高級レストランへと誘いだす。同じころライラは娘を連れて車に乗り込み、近所のアイスクリーム・ショップへと向かった。そして二人の車が同じ交差点に差し掛かった時、二台は激しい衝突事故を起こしてしまう。マイクの運転する車は激しく横転したものの、二人は命に別条はなかった。しかしライラとその娘、ペイジ・ダッシュは死亡してしまう。
その後、マイクは不起訴となったのだが、スーザンとマイクの生活は一変、二人の関係はみるみるうちにぎくしゃくしていった。スーザンは自分と同じ母親と自分の息子と同じ小さな子どもが死んだ、自分たちがいなければ今も生きている、ということがどうしても受け流せずにいた。自分を責め続け、あることないことでマイクを責め立てて口論する日々が続く。そんな日々に疲れ果てたマイクの我慢は限界に達し、とうとう家を飛び出してしまう。その後、M.J.の親権はスーザンへと渡るかたちで離婚が成立。二人の関係は修復不可能なものとなってしまった。その後、出入りの塗装業者のジャクソンと付き合うがマイクのことが気になっており、キャサリンがマイクと付き合いだした時は一応は気にしないといっていたが、キャサリンにマイクがM.J.の学費よりプレゼントを優先したと思い込んだ時は激しく嫉妬した。M.J.の通う学校に不安を感じたスーザンはM.J.を新たに有名私立校に編入させることとなり、学費が高額（具体的な額は不明）過ぎて払えないため、美術教師として働くこととなる。新たなる恋人ジャクソンは実は不法入国者であり、終盤にカナダに強制送還となる。終盤になって、知らなかったとはいえ死んだ親子の遺族であるデーブの前でうっかり事故の話をすることとなってしまい、実は事故を起こしたのはスーザンで、免許証が不携帯だったためマイクが起こしたことにしたという真相を復讐に燃えるデーブの前で話してしまう。そのため、デーブの復讐の対象となりM.J.の命が狙われるが、マイクが助けに来たのとデーブが思いとどまったことによって何とか助かりマイクと再婚する。

## シーズン6
マイクと再婚するが、帰ってきたジュリーが何者かに襲われる。スーザンはキャサリンや越してきたアンジーとその一家を疑うが、犯人は意外な人物であった。マイクと再婚したことでキャサリンが嫉妬し嫌がらせを開始するが、キャサリンは精神病院に送られその後全員で訪問したため再びキャサリンとの友情が復活する。一方、元夫カールがセスナ事故で死亡したことにより遺産であったストリップ小屋の相続権はスーザンにありその小屋を売って金を得るが、マイクには仕事で失敗した巨額の借金があり、そのためいったん自宅を貸してアパートを借りて借金返済に励むこととなる。その新たな借り手は、何とポール・ヤングだった。

## シーズン7
新たな借り手がポールと知り驚くが、借金返済のため渋々自宅を貸すこととなる。スーザンはアパートのオーナーと知り合いインターネットのアダルトサイトで小銭を稼いで借金を返済することとなるが、ポスターになるほど人気が出てしまった。表ざたになるのを阻止するためにポスターを止めようとするが、金が貯金から減っていたため不審に思ったマイクとその場にいたリネットに話すこととなり、ポールにも捨ててあったポスターを拾わればれてしまう。ポールがスーザンを脅して家をよこせといったためスーザンはポールを自宅から無理やり追い出そうとするが、ハロウィンの日にポールがスーザンの勤め先であった学校に告げ口したため校長にばれてしまい、スーザンは解雇されてしまう。その後、ウィステリア通で起こった暴動によって臓器を損傷し、人工透析が必要な体になってしまう。しかし、ポールの再婚相手のベスがスーザンと奇跡的に一致する臓器の持ち主であったため、移植して助かる。その後、家も何とかとり戻しポールとも和解して仕事も復職することも決まるが、ガブリエルの養父がある日ガブリエルの家に訪ねてきてガブリエルを脅したため、カルロスが背後から鈍器で殴り殺害してしまう。迷った末、カルロスとの五人で死体を埋めることになってしまう。

## シーズン8
ガブリエルの養父の死体遺棄に関わったことにより怯える日々を他の4人と共に送るが、落ち着いて大学の美術クラスをとることになり、そこの一癖ある講師の勧めで絵を描いてコンクールに出すこととなる。しかし、何と死体遺棄現場の絵だったため、警察から疑われることとなる。一方、娘のジュリーが帰ってきて何とリネットの息子のポーターの子を妊娠していると知り驚くが、ジュリーは養子に出すと言い張り、それに対してスーザンは自分で育てたいといい、口論になってジュリーから厳しいことを言われてショックを受ける。終盤になってマイクが死亡するが、スーザンはマイクが忘れられないため新たなる恋人を作ることはためらう。最終回では新たなる住人に家を売り、M.J.、ジュリー、ジュリーが生んだ孫娘と共にウィステリア通りを出て行き、他の三人と違ってその後の半生は描かれなかった。